# Josef Kalous

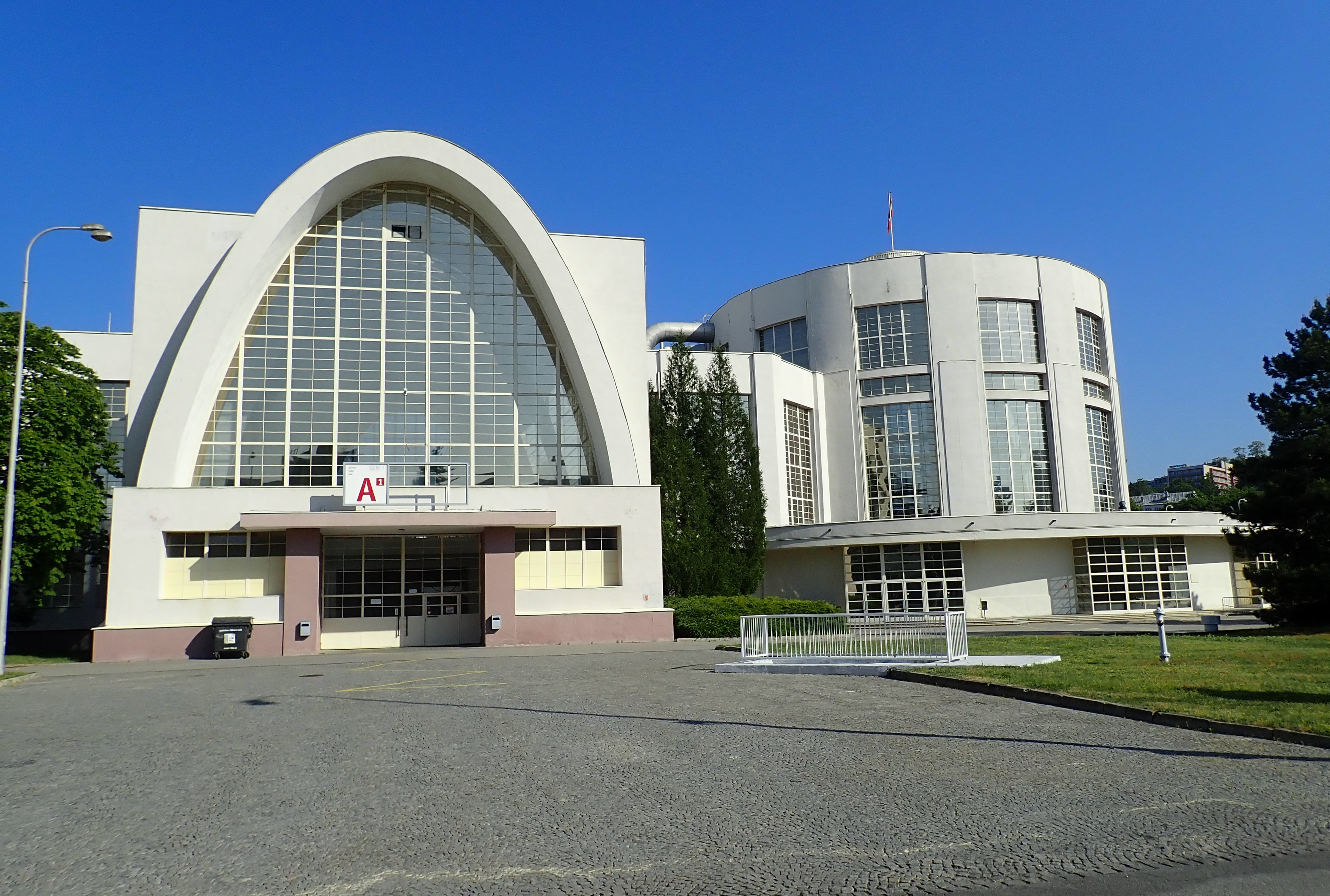
Pavilon A brněnského výstaviště

Josef Kalous (11. prosince 1889 Praha – 11. ledna 1958 Brno) byl český architekt, jehož nejznámějším dílem je Pavilon A na brněnském výstavišti.
Vystudoval obor architektury na Akademii výtvarných umění v období první světové války. Pracoval zároveň i na některých projektech Jana Kotěry, jehož byl žákem.
V roce 1926 zvítězil v soutěži na výstavbu nového výstaviště v Brně; jeho funkcionalistický Obchodně-průmyslový palác, tzv. Pavilon A, byl realizován a dodnes tvoří nejstarší část výstaviště. Kromě toho navrhl také budovu plynárny v Michli a projektoval několik vil na pražské Ořechovce. Pro Ministerstvo veřejných prací navrhl budovy na státních letištích v Bratislavě a v Košicích (1928).